# Futaleufú (Chile)
Futaleufú – miasto w Chile, w regionie Los Lagos, w prowincji Palena.